# الخنك الجديد (الخنك)
الخنك الجديد هي إحدى مشيخات المملكة المغربية، تتبع جغرافيا لإقليم الرشيدية وإداريًا لالخنك. يقدر عدد سكانها بـ 3560 نسمة حسب الإحصاء الرسمي للسكان والسكنى لسنة 2004.